# Fritz Hess (Beamter)
Fritz Hess (* 8. September 1895 in Zürich; † 15. Juli 1970 in Uetendorf) war ein Schweizer Beamter. 

## Leben
Hess studierte Rechts- und Handelswissenschaften (Dr. iur.) in Zürich und Paris, war in der Volkswirtschaftsdirektion und anschliessend, von 1924 bis 1925 als stellvertretender Direktionssekretär in der Finanzdirektion des Kantons Zürich tätig. 1926 wurde er Abteilungschef im Eidgenössischen Post- und Eisenbahndepartement, später Berater des Eidgenössischen Luftamts. Ab 1934 arbeitete er in der Generaldirektion der Schweizerischen Bundesbahnen (SBB), zu deren Generalsekretär er 1936 befördert wurde. 1940 folgte die Ernennung zum Kreisdirektor von Zürich. 1945 wählte ihn der Bundesrat zum Generaldirektor der Post-, Telegrafen- und Telefonverwaltung (PTT). Von 1950 bis 1960 leitete Hess den Weltpostverein in Bern.